# Pat Metheny
Patrick Bruce "Pat" Metheny (nascut el 12 d'agost de 1954 a Lee's Summit, Missouri, Estats Units) és un guitarrista i compositor de jazz estatunidenc, guanyador de 20 premis Grammy i reconegut amb 3 discs d'or. És conegut per ser el líder del Pat Metheny Group, pel seu treball en solitari i per altres projectes paral·lels. El seu estil incorpora elements del jazz progressiu i contemporani, post-pob, jazz llatí i jazz fusió, si bé el seu estil es considera sovint difícil de classificar. És germà del fliscornista de jazz i periodista musical Mike Metheny.
Va debutar discogràficament l'any 1974, col·laborant en la gravació d'una sessió amb Paul Bley i una altra amb el pioner del jazz fusió Jaco Pastorius (en l'àlbum conegut com a Jaco). El 1976, amb només 21 anys, va presentar el seu primer disc, Bright Size Life, en col·laboració també amb Jaco Pastorious. El 1977 va presentar l'àlbum Watercolors juntament amb el pianista Lyle Mays (que esdevindria el seu col·laborador més habitual a partir de llavors), el bateria Dan Gottlieb i el baixista Eberhard Weber. Aquesta mateixa formació, amb la substitució del baixista per Mark Egan, es convertiria en l'inici del seu projecte més emblemàtic, el Pat Metheny Group, amb la publicació d'un àlbum de títol homònim l'any 1978.

## Concerts a Catalunya
Alguns dels seus concerts a Catalunya:
- 24 de novembre de 1998, Pat Metheny Trio al Festival Internacional de Jazz de Barcelona, Barcelona.
- 8 de juliol de 2008, al Palau de la Música, Barcelona
- 3 de setembre de 2008, David Bowie i Pat Metheny Group, Barcelona
- 3 de setembre de 2008, Pat Metheny Group al Poble Espanyol, Barcelona
- 24 de novembre de 2011, Pat Metheny Group al Festival Internacional de Jazz de Barcelona
- 19 de juliol de 2012, al Teatre Auditori Camp de Mart, Tarragona
- 27 de maig de 2018, a la Sala BARTS, Barcelona
- 7 de juliol de 2019, al Teatre Grec, Barcelona[5]

## Discografia
- Bright Size Life (1976).
- Watercolors (1977).

Amb el Pat Metheny Group:
- Pat Metheny Group (1978)
- American Garage (1979)
- As Falls Wichita, So Falls Wichita Falls (1981)
- Offramp (1982)
- Travels (1983)
- First Circle (1984)
- Works (1984)
- Still Life (Talking) (1987)
- Letter From Home (1989)
- The Road To You (1993)
- We Live Here (1995)
- Quartet (1996)
- Imaginary Day (1997)
- Speaking Of Now (2002)
- The Way Up (2005)

Com a solista:
- New Chautauqua (1979)
- Secret Story (1992)
- Zero Tolerance For Silence (1994)
- One Quiet Night (2003)
- Orchestrion (2009)
- What's It All About (2011)

Com a side-man:
- Beyond the Missouri Sky amb Charlie Haden (1997)
- Jim Hall & Pat Metheny amb Jim Hall (1999)
- I can see your house from here, amb John Scofield (1994)
- The Sign of 4, amb Derek Bailey, Gregg Bendian & Paul Wertico (1997)
- Like Minds, amb Gary Burton, Chick Corea, Roy Haynes & Dave Holland (1999)
- Upojenie, amb Anna Maria Jopek (2002)
- Metheny Mehldau, amb Brad Mehldau (2006)
- Metheny Mehldau Quartet, amb Brad Mehldau (2007)
- Quartet Live, amb Gary Burton, Steve Swallow i Antonio Sánchez (2009)

En trio:
- Rejoicing, amb Charlie Haden i Billy Higgins (1983)
- Question And Answer, amb Dave Holland i Roy Haynes (1990)
- Trio 99 → 00, amb Larry Grenadier i Bill Stewart (2000)
- Trio → Live, amb Larry Grenadier i Bill Stewart (2000)
- Day Trip, amb Christian McBride i Antonio Sánchez (2008)

En cuartet:
- 80/81, amb Charlie Haden, Jack DeJohnette, Michael Brecker i Dewey Redman (1980)
- Song X, amb Ornette Coleman (1986)

Bandes Sonores:
- "Under Fire" (1984) de Jerry Goldsmith
- El joc del falcó (The Falcon And The Snowman) (1985)
- "Passaggio Per Il Paradiso" (1997)
- "A Map Of The World" (1999)

A la pel·lícula "Fandango", de l'any 1985, s'usen extractes de As Falls Wichita, So Falls Wichita Falls en les escenas finals.

## Guardons
Premis
- 2004: Grammy al millor àlbum de new-age
- 2012: Grammy al millor àlbum de new-age